# غراهام بويس
السير غراهام هيو بويز (وُلد في 6 أكتوبر 1945) هو دبلوماسي بريطاني متقاعد. وهو نجل القائد هيو بويز، وشقيق فيليب بويز (طبيب نفسي)، الذي شغل منصب رئيس الكلية الملكية للطب النفسي في أستراليا، ومايكل بويز، بارون بويز، القائد السابق لـاللورد الأول للبحر في البحرية الملكية ورئيس هيئة أركان الدفاع (المملكة المتحدة) في المملكة المتحدة.

## الحياة المهنية
تلقى بويز تعليمه في كلية هيرستبيربوينت وفي كلية يسوع، كامبريدج. عمل في وزارة الخارجية بين عامي 1968 و2003، وخلال تلك الفترة شغل المناصب التالية:
- قنصلًا عامًا في السويد — بين عامي 1987 و1990
- سفيرًا وقنصلًا عامًا لدى قطر — بين عامي 1990 و1993
- سفيرًا لدى الكويت — بين عامي 1996 و1999
- سفيرًا لدى مصر — بين عامي 1999 و2001

مُنح بويز وسام رفيق وسام القديس ميخائيل والقديس جورج (CMG) عام 1991، ثم رُقّي إلى رتبة فارس قائد من وسام القديس ميخائيل والقديس جورج (KCMG) عام 2001.
تزوّج بويز من جانيت إليزابيث سبنسر في 11 أبريل 1970، ولديهما أربعة أبناء.
منذ مغادرته وزارة الخارجية والكومنولث عمل بويز مع عدد من الشركات بصفة استشارية، بما في ذلك عضويته في المجلس الاستشاري لـليمان براذرز في الشرق الأوسط، ومجموعة ميرشانت الدولية[بحاجة لمصدر] وإنفنسيس. وهو أيضًا مستشار لشركة شركة نومورا القابضة[بحاجة لمصدر]، وشركة دي إل إيه بايبر[بحاجة لمصدر]، وشركة إير برودكتس وكيماويات[بحاجة لمصدر]. كما عمل مستشارًا لشركة الأسلحة البريطانية بي إيه إي سيستمز، ونائب رئيس مجلس إدارة شركة الأسلحة البريطانية مجموعة في تي (فوسبر ثورنيكروفت).